# ラスト・ラブ
『ラスト・ラブ』（らすとらぶ）はNHKの「ドラマ新銀河」で1995年7月17日から8月11日まで放送されたテレビドラマ。全16回。

## 概要
放送ライブラリーでは第1回が公開。

## 出演者
保坂灯
演 - 葉月里緒奈
白石瞬平
演 - 仲村トオル
その他
演 - 稲森いずみ、中条きよし、佐藤友美、森山周一郎、池谷幸雄

## スタッフ
- 脚本 - 中園ミホ[1][2]、小野沢美暁[1]
- 音楽 - 倉本裕基[1][2]
- 撮影 - 増井初明[2]
- 照明 - 青木義男[2]
- 美術 - 荒川淳彦[2]
- 技術 - 小菅武[2]
- 制作統括 - 秋山茂樹[1][2]
- 制作統括 - 菅野高至[2]
- 音響効果 - 藤村義孝[2]
- 演出 - 星田良子[1][2]

## 主題歌
- 辛島美登里「愛すること」